# 앞정강근
앞정강근(tibialis anterior muscle) 또는 전경골근(前脛骨筋)은 정강뼈 가쪽 측면의 위쪽 2/3에서 시작하여 안쪽쐐기뼈와 첫째 발허리뼈에 닿는 종아리의 근육이다. 발의 발등굽힘과 안쪽번짐에 관여한다.
정강뼈의 가쪽 측면에 위치하며, 위쪽에서는 두껍고 힘살로 주로 이루어져 있지만 아래쪽에서는 힘줄이 주되다. 위쪽 종아리에서는 앞정강맥, 앞정강정맥, 깊은종아리신경을 포개고 있다.

## 구조
앞정강근의 이는곳은 다음과 같다.
- 정강뼈의 가쪽관절융기[1]
- 정강뼈 가쪽 측면의 위쪽 2/3[2]
- 인접한 뼈사이막
- 근막의 깊은면
- 가쪽근육사이막, 긴발가락폄근

앞정강근은 위폄근지지띠와 아래폄근지지띠의 가장 안쪽칸을 통과하여 안쪽쐐기뼈 아랫면과 첫째 발허리뼈의 바닥에 닿는다.

### 신경 분포
온종아리신경의 가지인 깊은종아리신경(L4, L5)이 앞정강근에 분포한다.

### 변이
앞정강근의 깊은 부분이 드물게 목말뼈에 닿거나, 힘줄로 이루어진 얇은 근육 슬립이 첫째 발허리뼈의 머리나 엄지발가락의 첫째발가락뼈 바닥을 지나갈 수 있다.
정강뼈의 아래쪽 부분에서 일어나 위폄근지지띠나 아래폄근지지띠, 또는 깊은근막에 닿는 tibiofascialis anterior라는 작은 근육이 존재하는 변이가 있을 수 있다.

## 기능
앞정강근은 종아리앞칸의 근육들 중 가장 안쪽에 위치한다. 발의 발등굽힘과 안쪽번짐을 일으키며 발등굽힘을 일으키는 근육들 중 가장 크다. 정강뼈 가쪽관절융기와 정강뼈 가쪽면 위쪽에서 시작되어 안쪽쐐기뼈와 첫째 발허리뼈 바닥에 닿는데, 이런 구조로 인해 발가락을 당겨 잠긴 위치에 고정시킨다. 또한 발목이 수평 방향으로 움직일 수 있게 하여 안쪽번짐을 일으키고, 발목이 돌아갈 것 같을 때 완충 역할을 한다. 뒤정강근의 협동근이자 대항근인데, 가장 정확한 앞정강근의 대항근은 긴종아리근이다. 다른 대항근에는 장딴지근이나 가자미근 같은 종아리뒤칸의 발바닥굽힘근들이 있다.
앞정강근은 걷기, 달리기, 하이킹, 공 차기, 그 외의 다리를 움직여야 하거나 다리를 수직 방향으로 유지하는 모든 활동을 돕는다. 한편 발목을 안정화시키는 역할도 한다. 보행의 접촉 단계(contact phase) 동안 발이 지면에 닿을 때(eccentric contraction, 원심성 수축. 근육의 길이가 길어지는 수축)는 발목을 안정하게 하며, 발이 지면에서 떨어지는 스윙 단계(swing phase)에서 작용하여 발을 당긴다. 추가적으로 등척성 수축(isometric contraction) 동안에는 발목을 잠그는 역할을 한다.
앞정강근의 작용은 발등굽힘과 안쪽번짐이지만 어떤 작용이 일어날지는 발에 무게 부하가 걸려 있는지 여부에 따라 달라진다. 발이 지면에 닿아 있을 때는 앞정강근이 다리나 목말뼈가 다른 발목뼈와 균형을 잡는 것을 돕는다. 이를 통해 심지어 고르지 않은 지면을 걸을 때도 다리를 수직으로 뻗은 채로 유지할 수 있다.

## 임상적 중요성
앞정강근의 문제를 침술로 치료하려고 시도하기도 한다. 침술의 효능을 다른 치료법과 비교하는 연구에는 중대한 편향이 있으므로 침술을 사용할지 결정할 때에는 주의할 필요가 있다.
앞정강근 탈장(tibialis anterior hernia)은 탈장의 드문 유형으로 앞정강근에 있는 결함 부위로 지방이나 다른 물질이 빠져나오는 것이다. 축구 경기 시에 상대 선수가 실수로 날린 발차기에 다리가 맞는 등, 외상이 원인이 될 수 있다.

## 추가 이미지

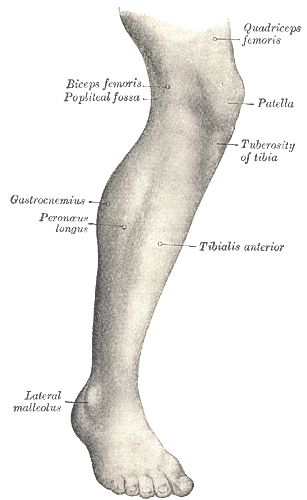
다리의 가쪽 측면
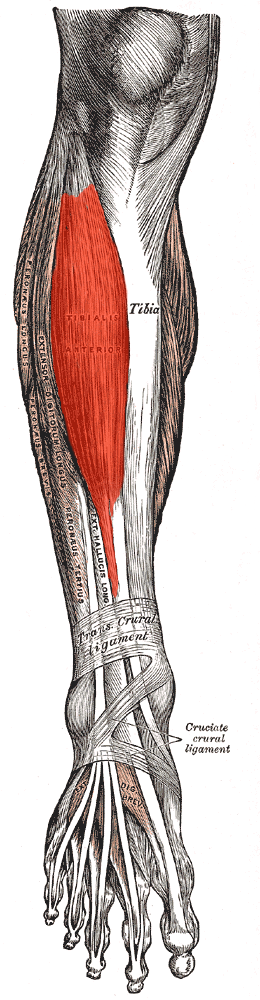
앞정강근
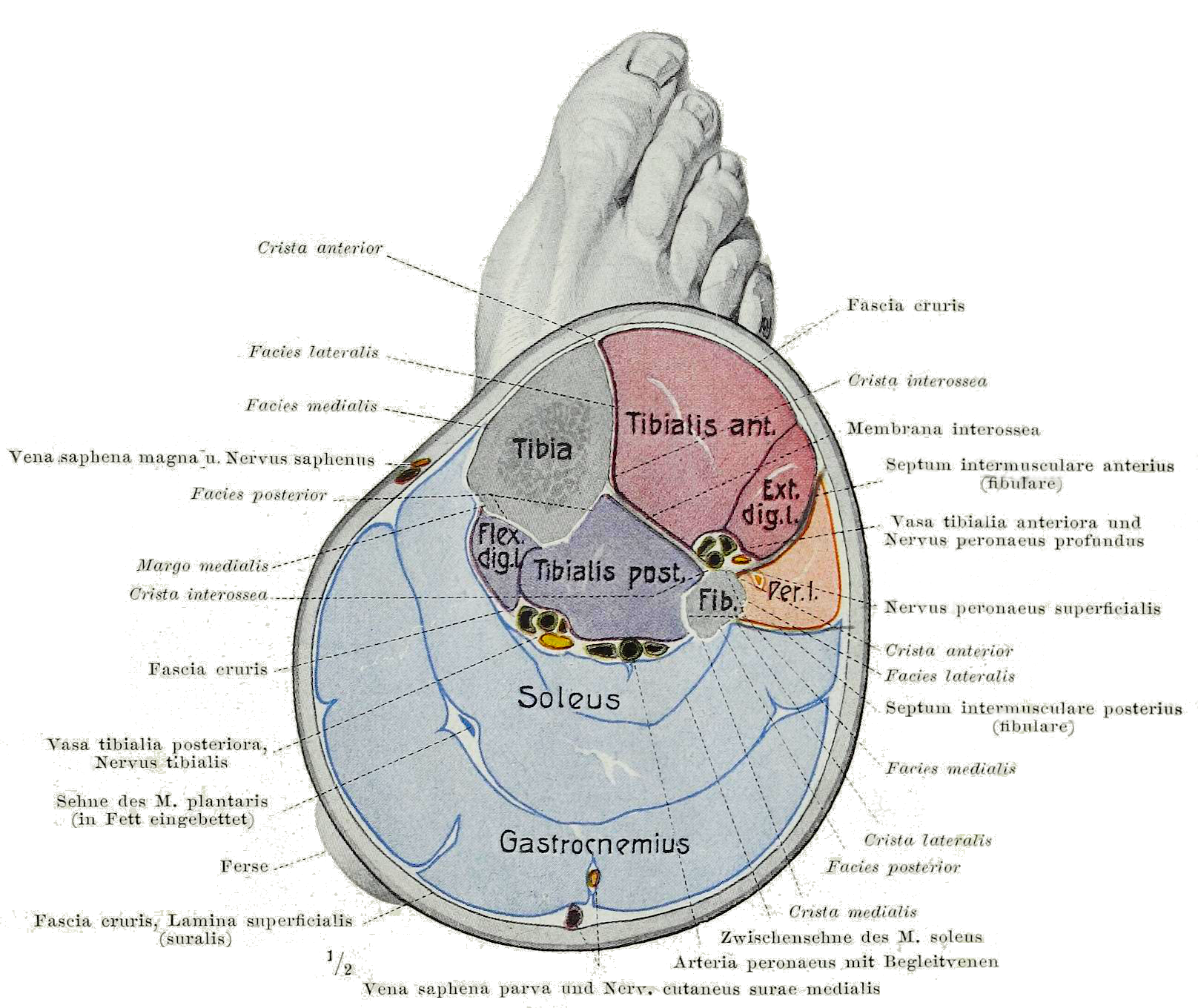
종아리의 단면
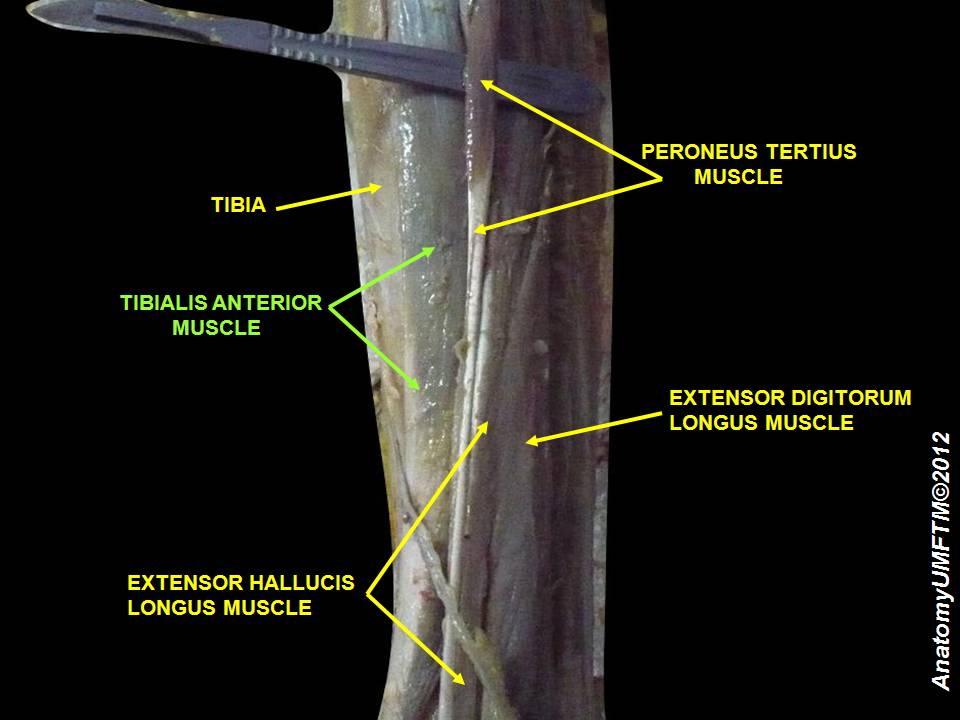
앞정강근
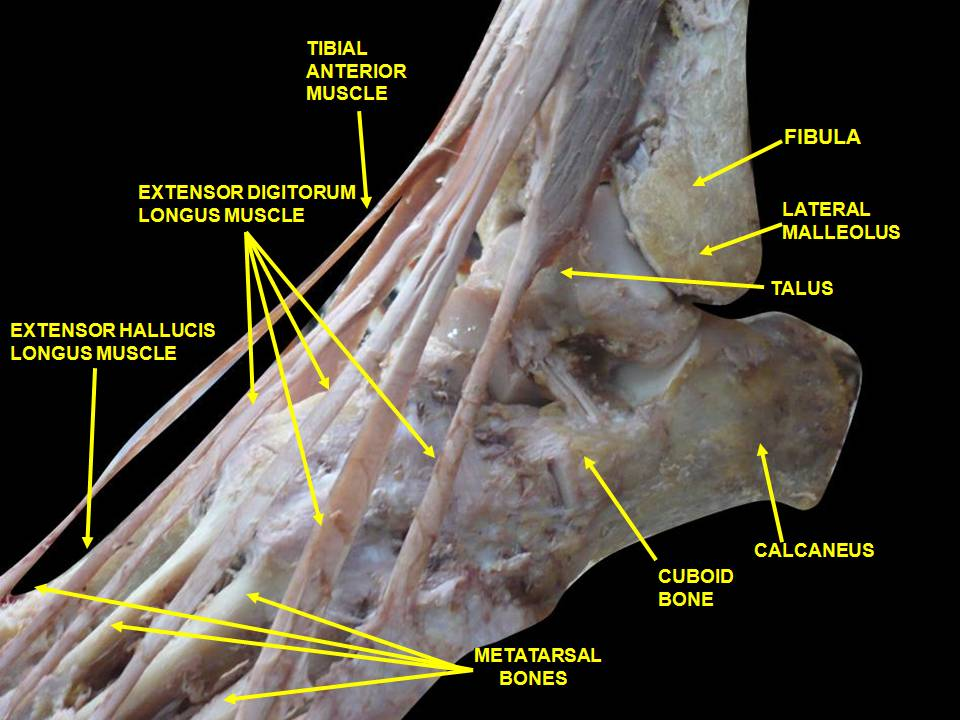
발목의 깊은 해부를 가쪽에서 본 모습

## 같이 보기
- 뒤정강근

## 참고 문헌
이 문서는 현재 퍼블릭 도메인에 속하는 그레이 해부학 제20판(1918) page 480의 내용을 기초로 작성된 글이 포함되어 있습니다.
1. 1 2 3 4  Ma, Yun-tao (2011년 1월 1일),  Ma, Yun-tao, 편집., “CHAPTER 14 - General Principles of Treating Soft Tissue Dysfunction in Sports Injuries”, 《Acupuncture for Sports and Trauma Rehabilitation》 (영어) (Saint Louis: Churchill Livingstone), 212–233쪽, doi:10.1016/b978-1-4377-0927-8.00014-2, ISBN 978-1-4377-0927-8, 2021년 3월 1일에 확인함
2. 1 2  Baldry, P. E.; Thompson, John W. (2005년 1월 1일),  Baldry, P. E.; Thompson, John W., 편집., “Chapter 18 - Pain in the lower limb”, 《Acupuncture, Trigger Points and Musculoskeletal Pain (Third Edition)》 (영어) (Edinburgh: Churchill Livingstone), 315–324쪽, doi:10.1016/b978-044306644-3.50022-x, ISBN 978-0-443-06644-3, 2021년 3월 1일에 확인함
3. ↑  Preston, David C.; Shapiro, Barbara E. (2013년 1월 1일),  Preston, David C.; Shapiro, Barbara E., 편집., “33 - Sciatic Neuropathy”, 《Electromyography and Neuromuscular Disorders (Third Edition)》 (영어) (London: W.B. Saunders), 518–528쪽, doi:10.1016/b978-1-4557-2672-1.00033-7, ISBN 978-1-4557-2672-1, 2021년 3월 1일에 확인함
4. ↑  Uzun, Bora; Taylan, Orçun; Gültekin, Barış; Havıtçıoğlu, Hasan (2011년 5월 1일). “Dynamic measurements of musculus tibialis anterior ligaments with different angles”. 《Journal of Biomechanics》. Abstracts of the Fifth International Participated National Biomechanics Congress (영어) 44: 2. doi:10.1016/j.jbiomech.2011.02.021. ISSN 0021-9290.
5. ↑  DENG, SHIZHE; ZHAO, XIAOFENG; DU, RONG; HE, SI; WEN, YAN; HUANG, LINGHUI; TIAN, GUANG; ZHANG, CHAO; MENG, ZHIHONG; SHI, XUEMIN (October 2015). “Is acupuncture no more than a placebo? Extensive discussion required about possible bias”. 《Experimental and Therapeutic Medicine》 10 (4): 1247–1252. doi:10.3892/etm.2015.2653. ISSN 1792-0981. PMC 4578107. PMID 26622473.
6. ↑  Hullur, H.; Salem, Y.; Al Khalifa, J.; Salem, A. (2016). “Tibialis anterior muscle hernia: rare but not uncommon”. 《BMJ Case Reports》 2016: bcr2016217569. doi:10.1136/bcr-2016-217569. PMC 5174854. PMID 27999130.